# Ronnie Ball
Ronald Ball (Birmingham, 22 december 1927 - New York, 1984) was een Britse jazz-pianist, die beïnvloed werd door Lennie Tristano.
Ball speelde vanaf zijn vijftiende in lokale bands en verhuisde in 1948 naar Londen, waar hij werkte bij Reggie Goff en een eigen trio leidde. In 1949 maakte hij deel uit van de groep The Cabinettes, met zanger Cab Kaye, en in de periode 1949-1951 speelde hij op trans-Atlantische schepen die naar New York voeren. Tijdens de stopovers in New York studeerde hij bij Lennie Tristano. In Londen maakte hij deel uit van het trio dat in Studio 51 speelde en begeleidde hij daar veel Britse jazzmusici. In 1952 ging hij in New York wonen, waar hij werkte met onder meer Lee Konitz en Warne Marsh: met deze musici heeft Ball ook platen opgenomen. Eind jaren vijftig werkte hij in het trio van Gene Krupa en het kwartet van Roy Eldridge. Ook toerde hij met Jazz at the Philharmonic en Buddy Rich. Begin jaren zestig begeleidde hij af en toe jazzzangeres Chris Connor. In de jaren tot zijn overlijden werkte hij bij een muziekuitgeverij.
Ball is te horen op opnames van onder meer Hank Mobley, Ted Brown, Teddy Edwards, Art Pepper, Kenny Dorham, Lee Morgan, Dizzy Gillespie, Ronnie Scott en Sahib Shihab.

## Discografie
als leider:
- All About Ronnie (met o.m. Wendell Marshall en Kenny Clarke), Savoy Jazz, 1956